# Hybe
Hybe jsou obec na Slovensku v okrese Liptovský Mikuláš. V roce 2016 zde žilo 1 485 obyvatel. První písemná zmínka o obci pochází z roku 1239.

## Dějiny
Obec je zmiňována již koncem 12. století jako malá slovenská osada. V roce 1239 ji král Béla IV. přičlenil ke královskému majetku. Roku 1265 dostala obec městská práva jako báňské město – na úpatí Kriváně se dolovalo zlato. Těžba se však nevyplácela pro chudé žíly a velké náklady v těžkém terénu. Část horníků přešla do Bocianské doliny.
V roce 1396 dostaly Hybe od panovníka trhové právo a osvobození od mýta. V té době se dostaly do majetku liptovského župana a staly se poddanským městečkem panství v Liptovském Hrádku.
Na rozhraní 14. a 15. století se město poslovenštilo, hornictví ustoupilo zemědělství a řemeslům.
Přes poddanský poměr k Liptovskému Hrádku bylo městečko až do první poloviny 20. století významným 
centrem kulturního života horního Liptova.

## Rodáci
- Ondrej Ďumbala (1912–1945) vojenský pilot a velitel, účastník Slovenského národního povstání,oběť nacismu
- Jakub Grajchman (1822–1897) – básník a dramatik
- Dobroslav Chrobák (1907–1951) – prozaik, esejista a literární kritik
- Peter Jaroš (* 1940) – prozaik a dramatik
- Július Lenko (1914–2000) – básník a překladatel
- Hermína Orfanidesová (Orphanidesová) (1853–1916) – spisovatelka pro děti
- Vojtech Pavelica (1914–1987) – důstojník a organizátor sportu
- Ondrej Pavella (1906–1985) – technik, zakladatel odborného školství v Dubnici nad Váhom a v Liptovském Hrádku
- Ivan Rajniak (1931–1999) – herec
- Ondrej Rajniak (1921–1981) – režisér, ředitel Divadla Andreje Bagara v Nitře
- Alajos Stróbl (1856–1926) – sochař
- Ján Svetlík (1912–1997) – architekt, tvůrce areálu Slavín v Bratislavě.

## Zajímavost
Obec proslavil film Pacho, hybský zbojník z roku 1975 od režiséra Martina Ťapáka.

## Ochrana přírody
V obci jsou tři chráněné přírodní objekty: Grajchmanova lípa, Orfanidesova lípa a Štroblovy lípy. V katastrálním území obce leží také Hybská soutěska.

## Galerie

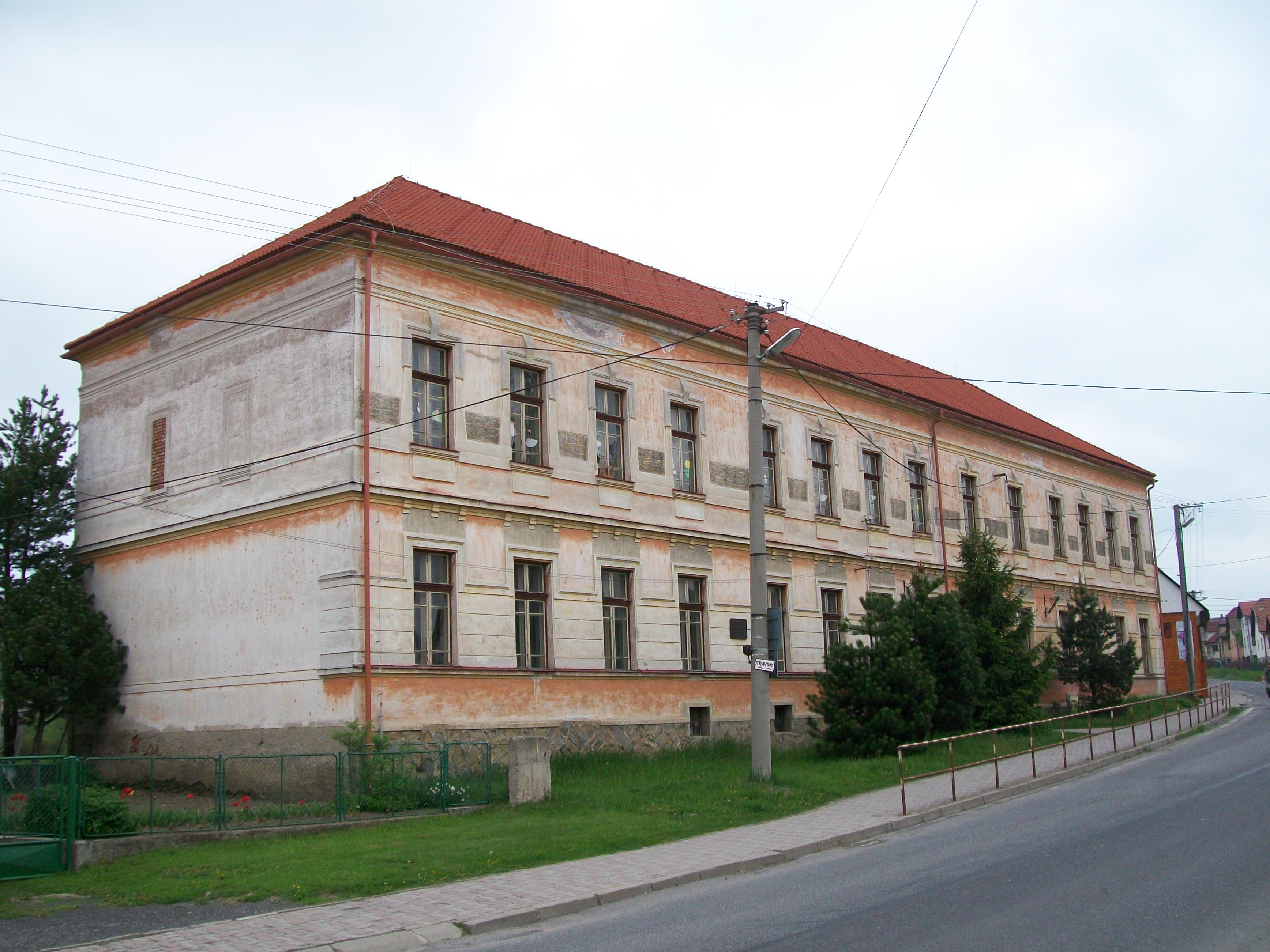
Centrum Quo vadis
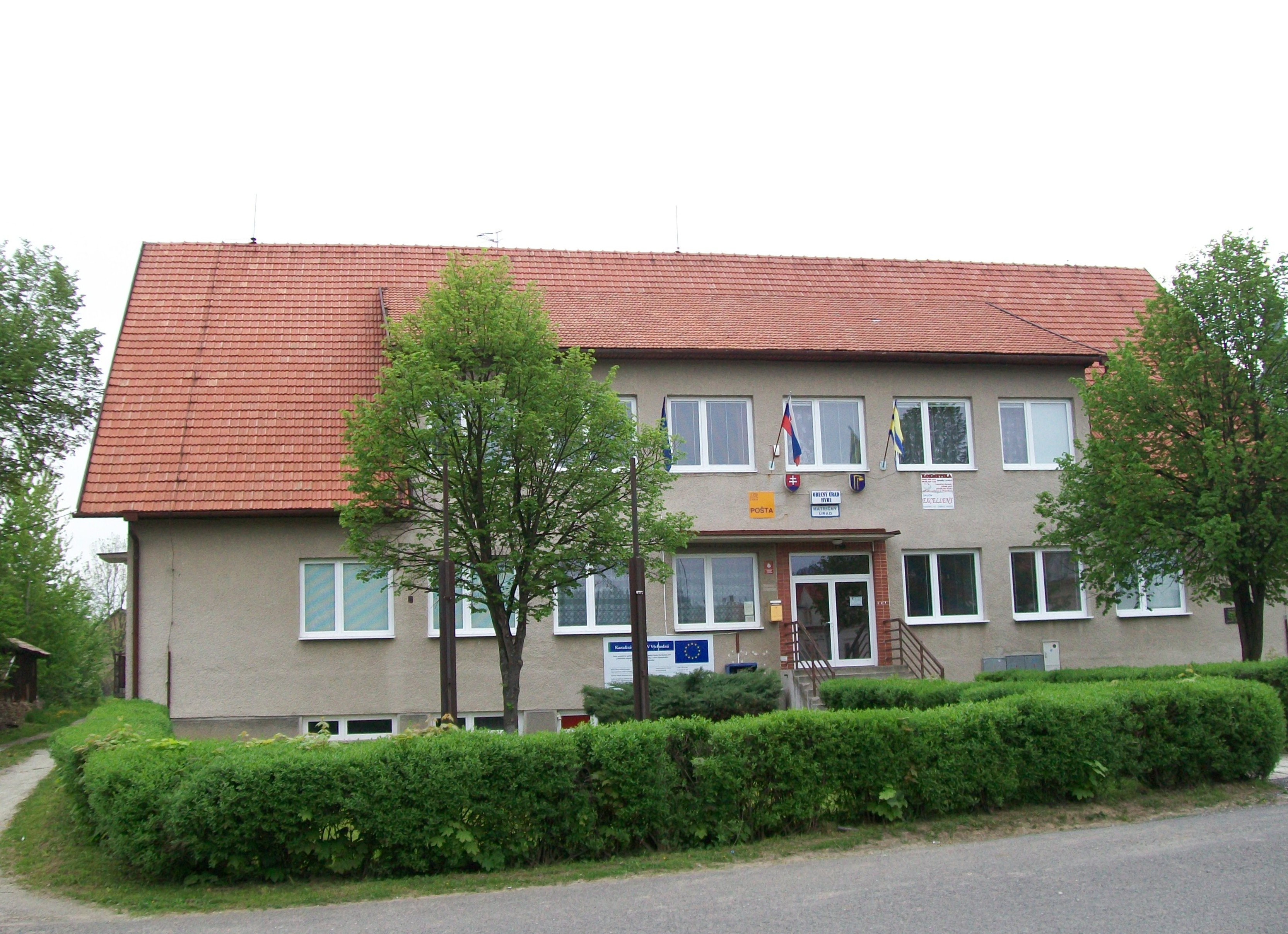
Obecný úřad
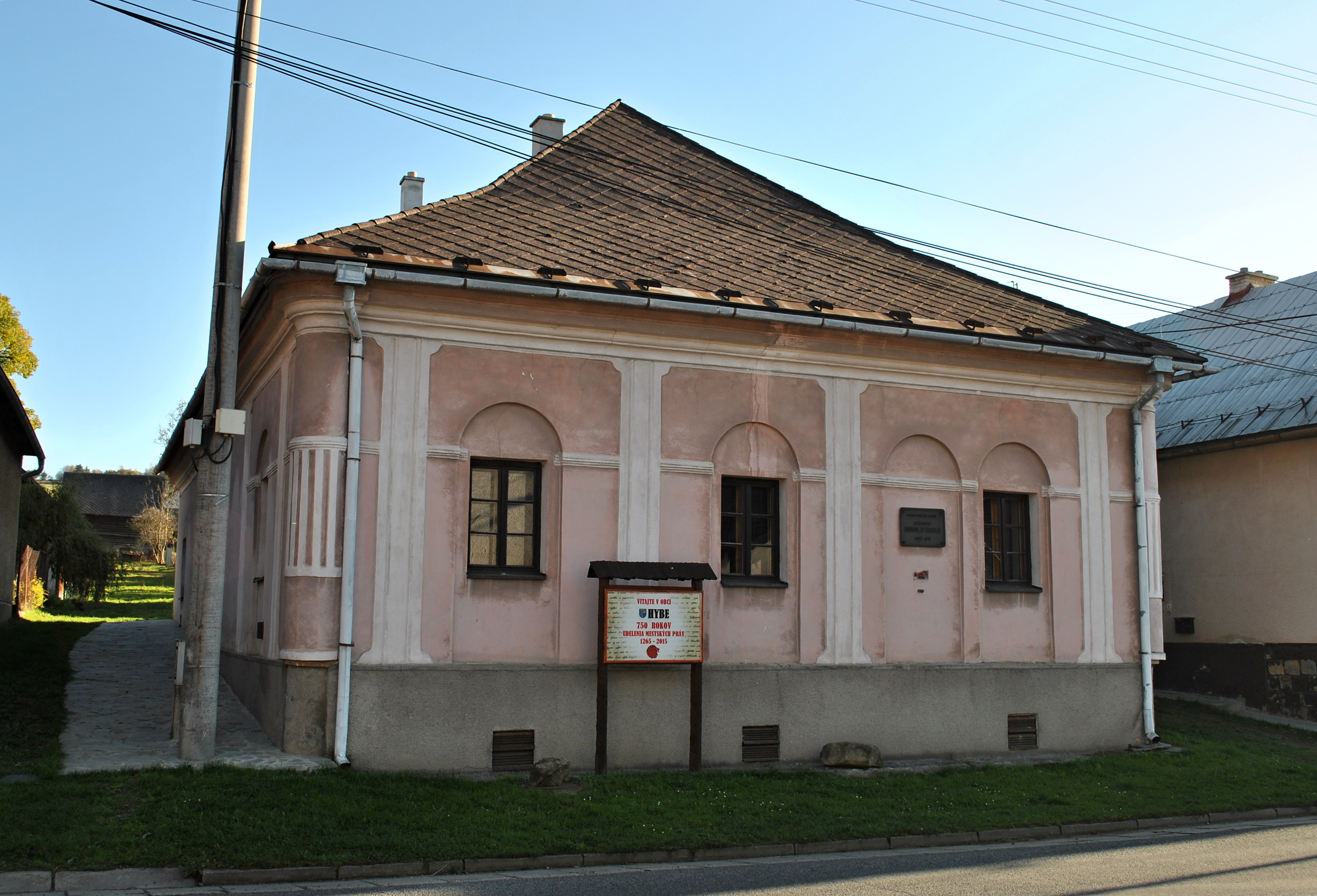
Památný dům D. Chrobáka
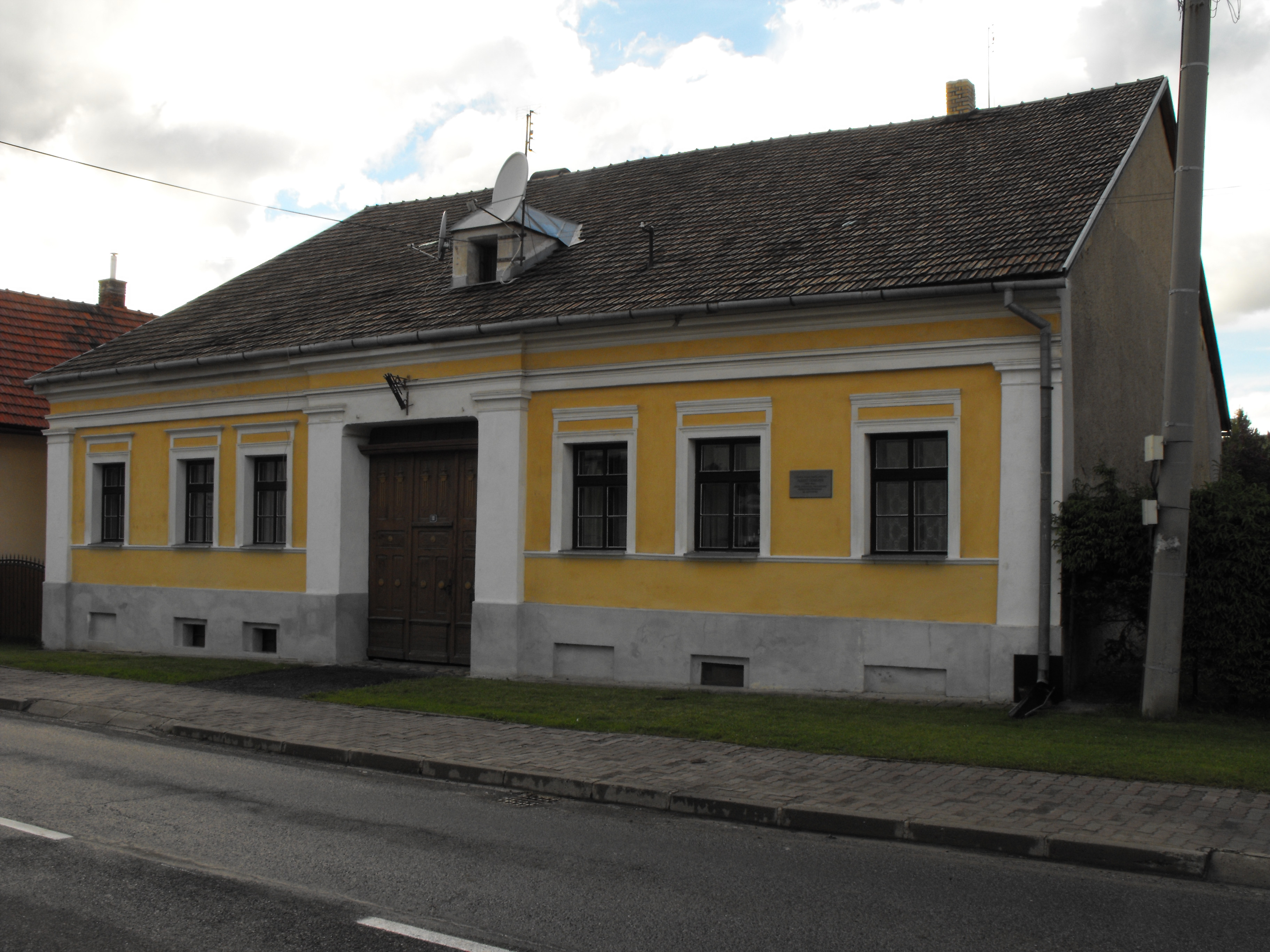
Dům Alberta Škarvana
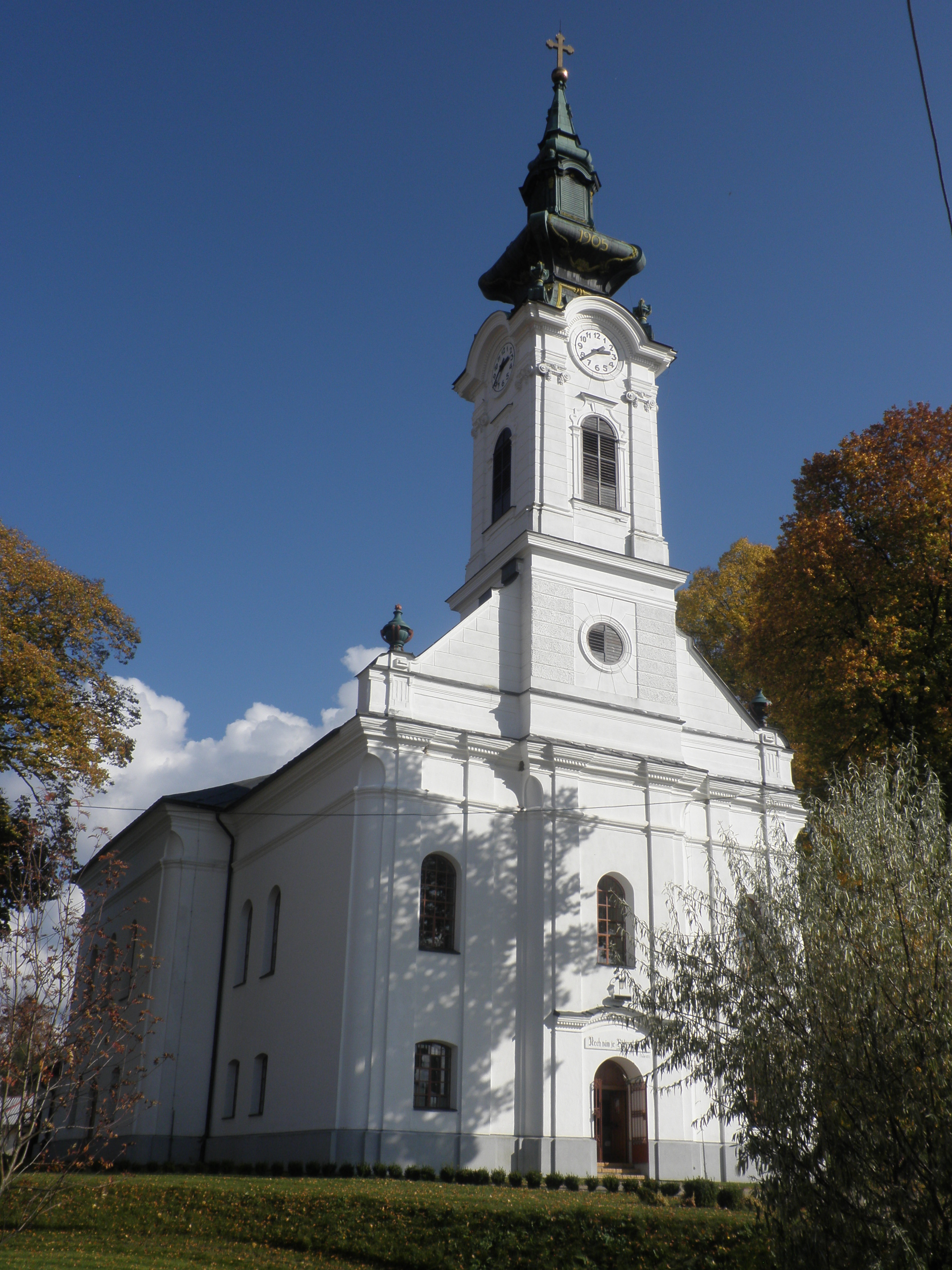
Evangelický kostel
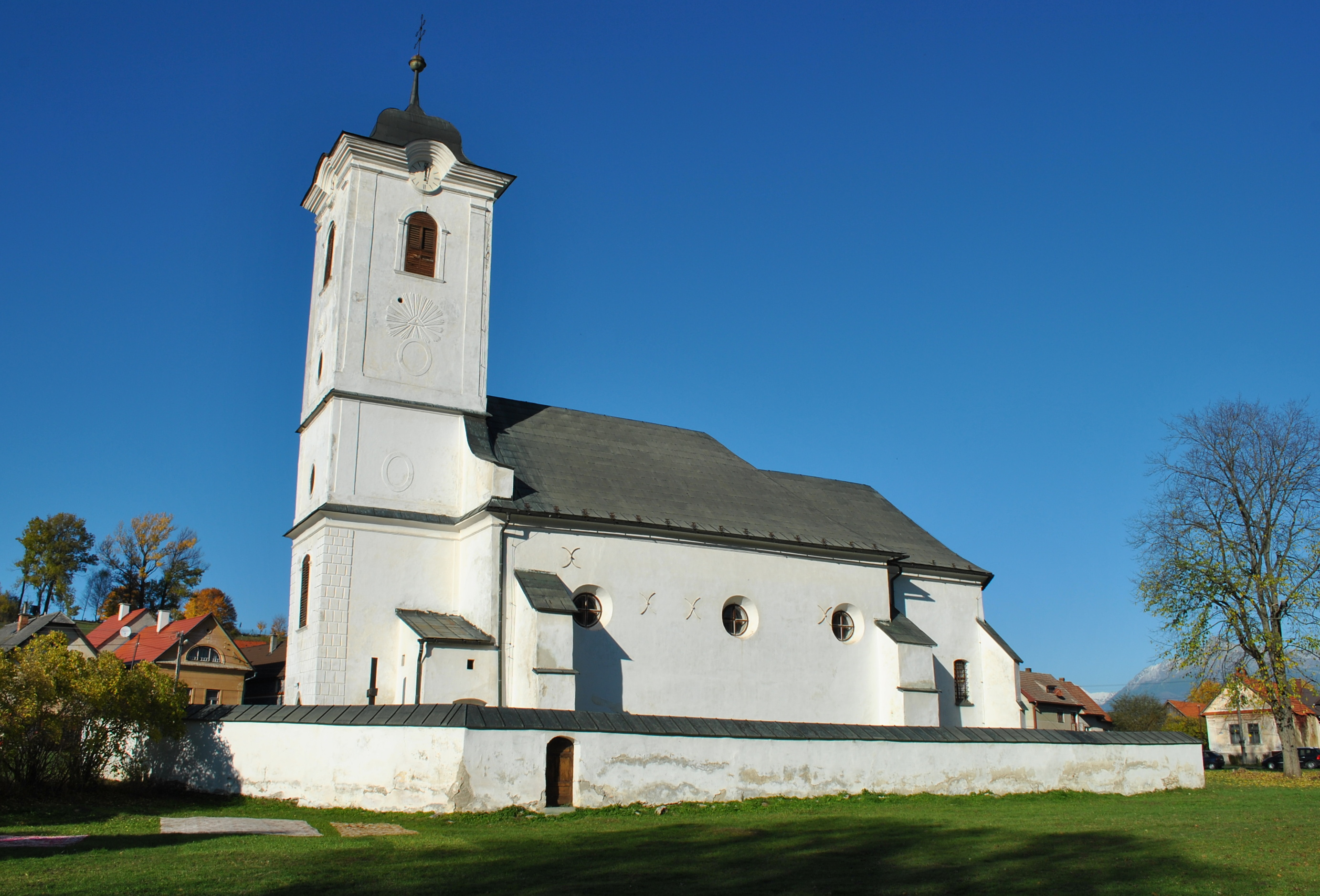
Římskokatolicky kostel všech svatých

### Pamětní tabule

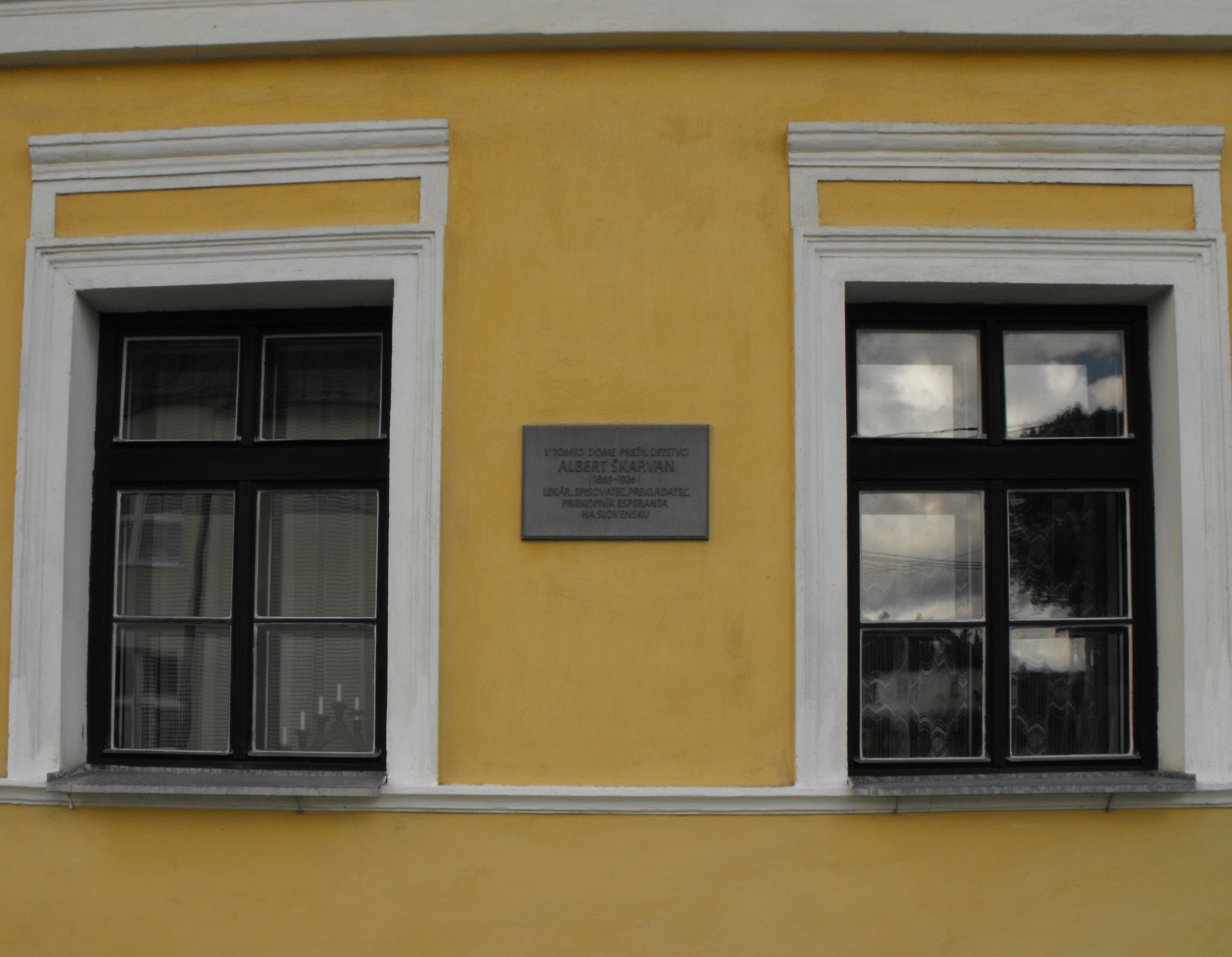
Albert Škarvan, pohled na dům
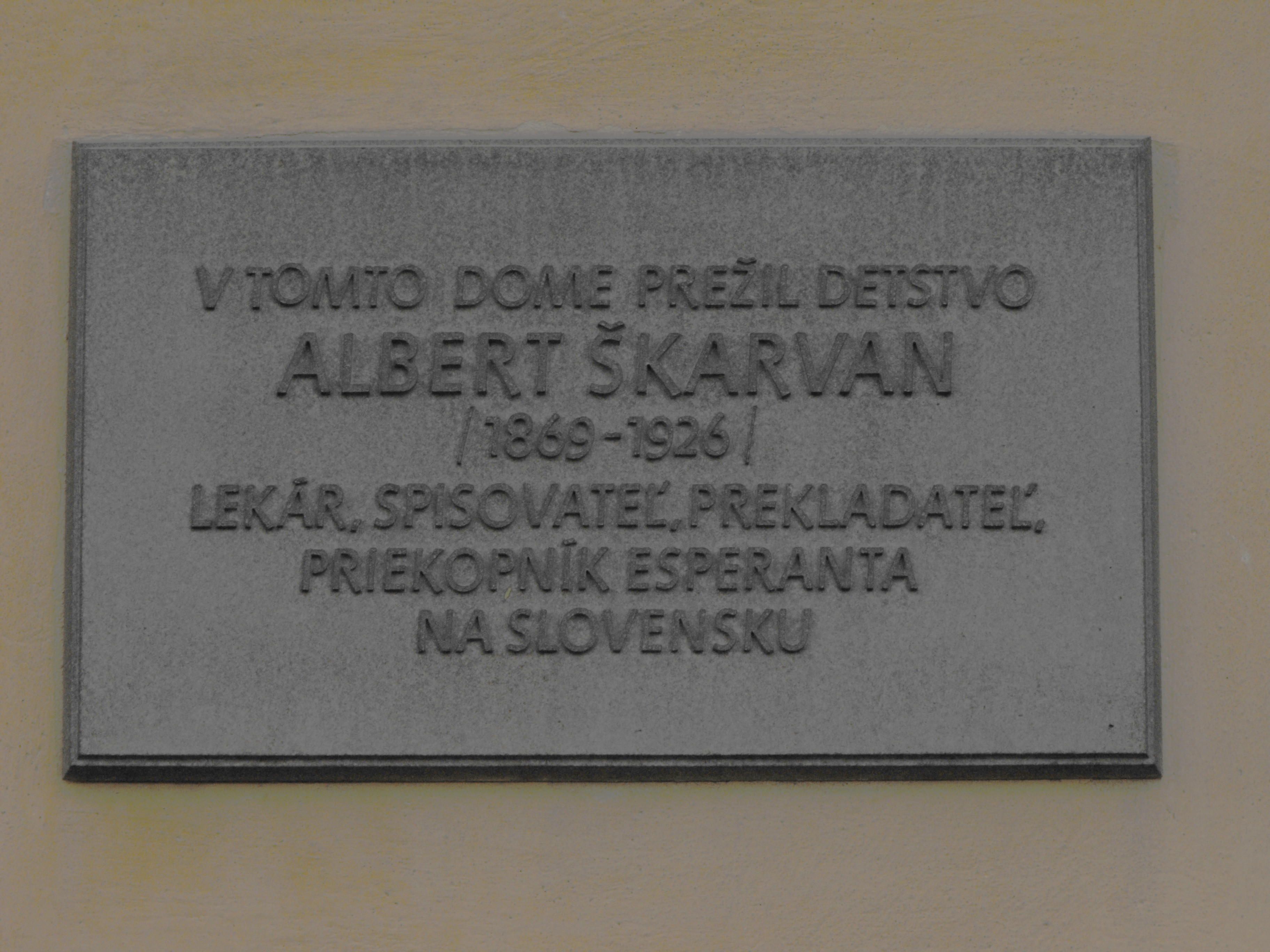
Albert Škarvan
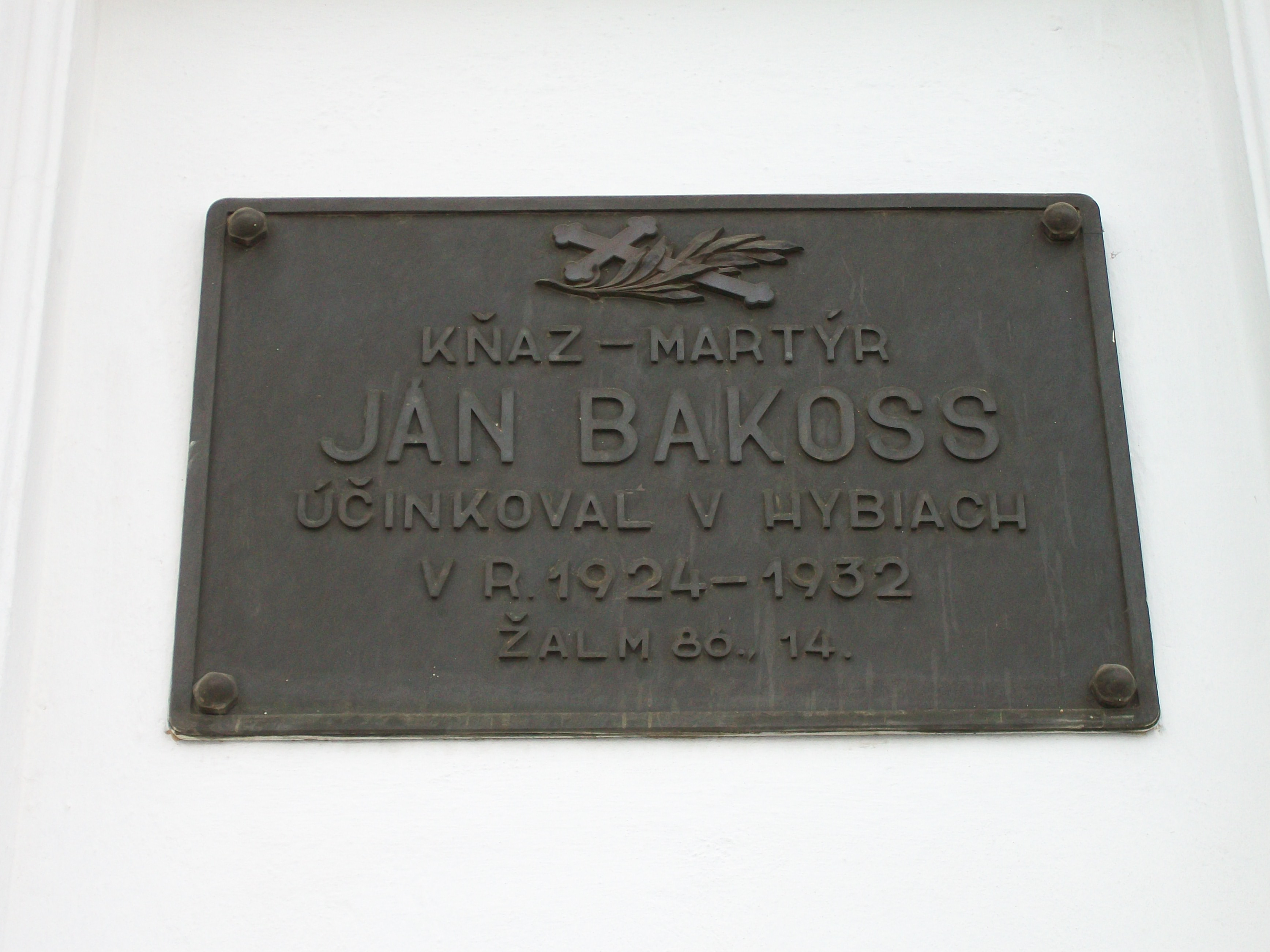
Ján Bakoss
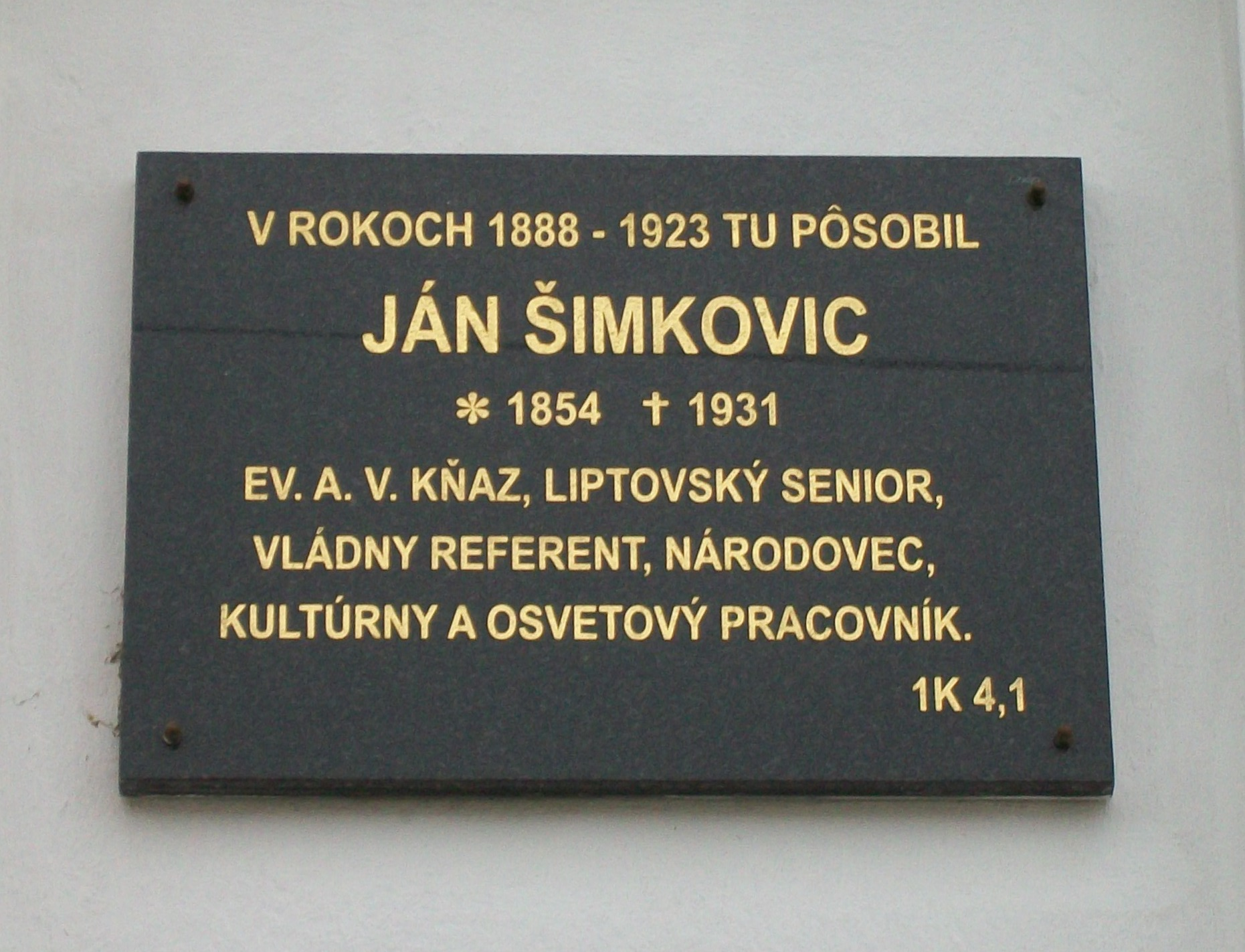
Ján Šimkovic
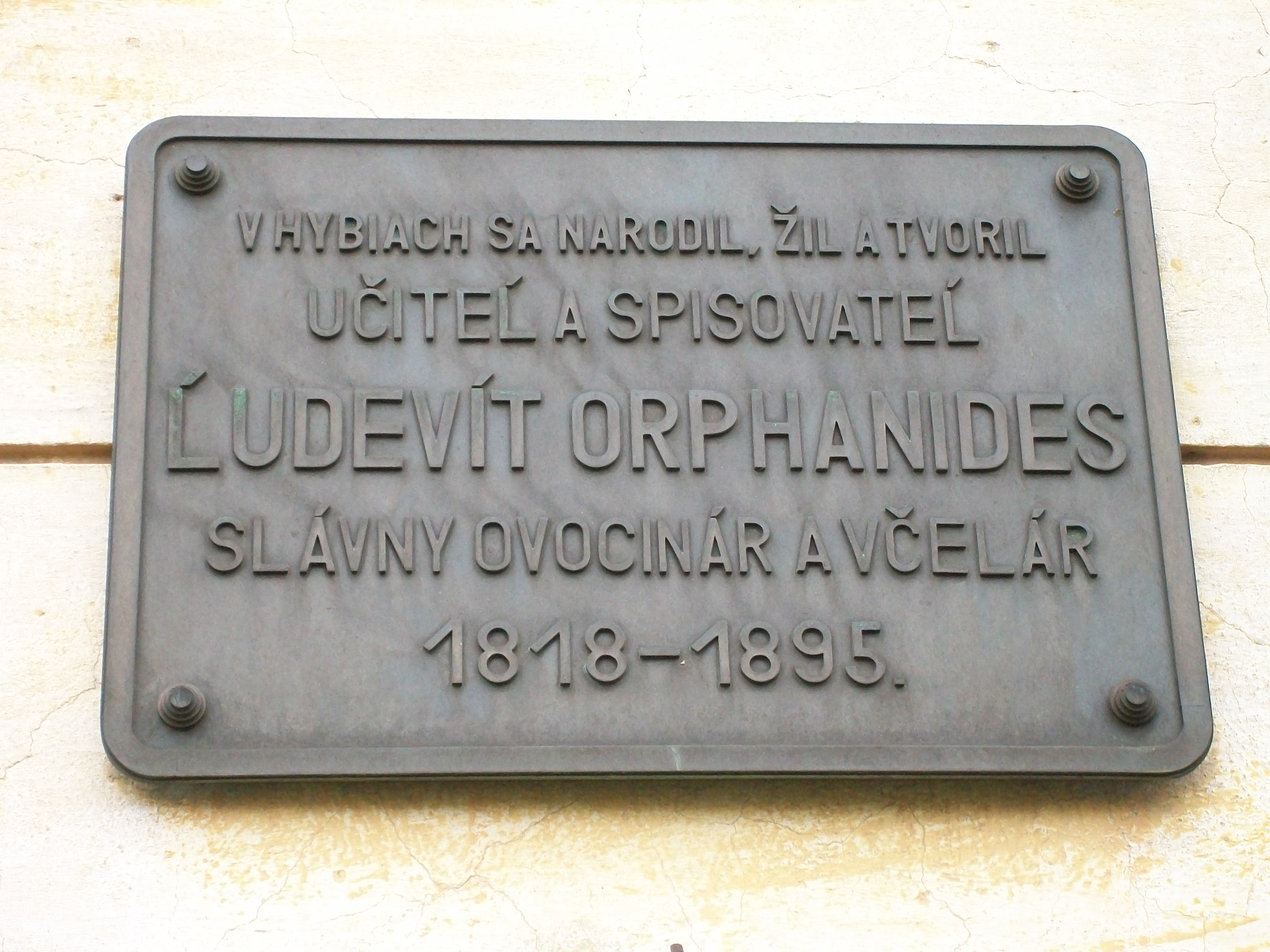
Ľudevít Orphanides